# 下田站
下田站（日语：／ Shimoda eki */?），是一個位於青森縣上北郡奧入瀨町境田，屬於青森鐵道青森鐵道線的鐵路車站。

## 車站結構

### 站房
建有木所築成的單層站房一座。原由三澤站 (青森縣)管理的直营站，並設有售票窗口和自动售票机，但是在2023年隨時間表改正，因應精簡人手及受到2019冠状病毒病疫情所影響，改為全日無人車站。
站内商店由于顾客减少而闭店。
站前广场是每年9月举办“WELCOME 下田祭”的举办地。

### 站台配置
侧式站台及岛式站台各１個，合計2面3線站台。各站台之间以跨线天桥连结。
| 月台 | 路線        | 方向                 | 目的地                       |
| ---- | ----------- | -------------------- | ---------------------------- |
| 1    | ■青森鐵道線 | 上行                 | 八戶方向                     |
| 2    | ■青森鐵道線 | （待避线、预留站台） | （待避线、预留站台）         |
| 3    | ■青森鐵道線 | 下行                 | 青森方向 經■大湊線往大湊方向 |

- 1號月台側展望
（2007年5月27日）
- 从跨线桥看车站内
（2009年9月25日）

## 历史
- 1891年12月20日：作为日本铁道所属车站投入运营。
- 1906年11月1日：成为日本国有铁道车站。
- 1971年10月1日：停止办理货运业务。
- 1983年2月1日：取消下田站长，车站归三泽站管理。
- 1987年4月1日：国铁分割民营化后成为JR东日本车站。
- 2010年12月4日：东北新干线全线开通运营后，移交至青森铁道。
- 2017年3月4日：窗口营业时间缩短（6:40 - 14:30）。
- 2023年3月18日：改為無人車站[1]。

## 使用狀況
《青森縣統計年鑑》及《奧入瀨町統計書》均沒有顯示本站使用人數的資訊。而根據國土交通省「國土數值情報」，以下為本站1日平均上下車人次：
| 乘車人次變化 | 乘車人次變化     |
| 年度         | 1日平均 乘降人次 |
| ------------ | ---------------- |
| 2011         | 404              |
| 2012         | 411              |
| 2013         | 436              |
| 2014         | 481              |
| 2015         | 611              |
| 2016         | 569              |
| 2017         | 497              |
| 2018         | 480              |
| 2019         | 404              |
| 2020         | 341              |
| 2021         | 349              |
| 2022         | 362              |

## 相鄰車站
青森鐵道
■青森鐵道線
□快速 「下北」
八户－下田－三澤
■普通
陆奥市川－下田－向山